# Колтамај-Рен (Белуно)
Колтамај-Рен (итал. Coltamai-Ren) је насеље у Италији у округу Белуно, региону Венето.
Према процени из 2011. у насељу је живело 20 становника. Насеље се налази на надморској висини од 684 м.